# Panchito Pistoles
Panchito Pistolas (también conocido en español como Pancho Pistolas) es un personaje animado de The Walt Disney Company. Es un bravo gallo mexicano, antropomorfo. Es amigo de José Carioca y del Pato Donald en la película Los tres caballeros y series como House of Mouse, Mickey Mouse Mixed-Up Adventures, Mickey Mouse, Patoaventuras y La leyenda de los tres caballeros.

## Orígenes

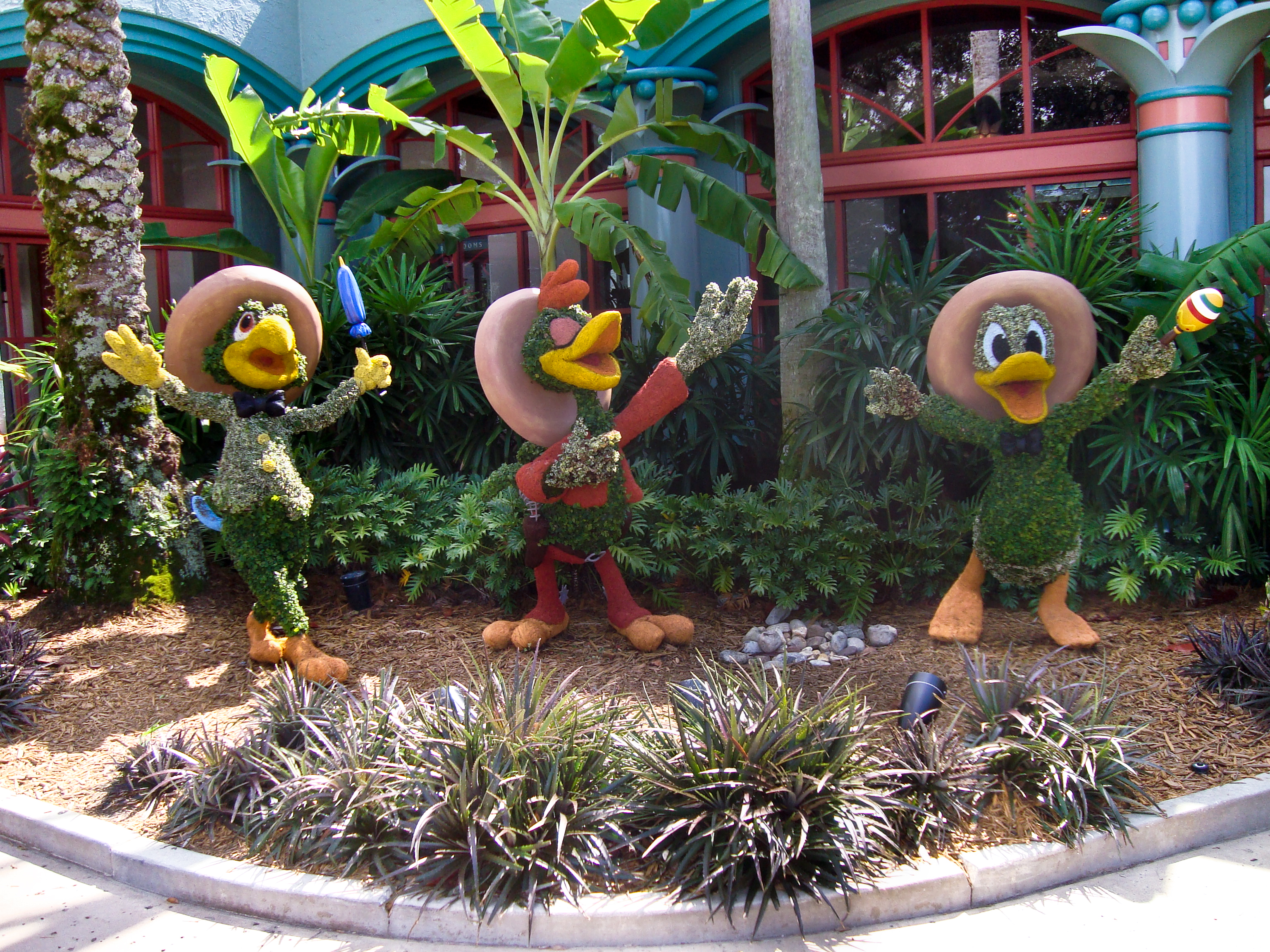
Topiario de Panchito (centro), junto a topiarios de José Carioca (izquierda) y el Pato Donald (derecha).

El personaje hizo su debut en Los tres caballeros, donde se presenta en el cumpleaños del Pato Donald para celebrarlo con él y José Carioca, mientras les muestra a sus amigos diferentes cosas sobre la cultura de México.
Es originario de Guadalajara (Jalisco) y es muy alegre. Uno de sus mayores gustos es la participación en charrerías y en las fiestas patrias.
Se distingue por cantar canciones rancheras a todo pulmón y usar un traje de charro, sombrero y un par de pistolas que dispara a la menor ocasión.
La creación del personaje mexicano fue durante la Segunda Guerra Mundial. En realidad, era parte de una estrategia llamada "política de buena vecindad", dirigida por el Gobierno de los Estados Unidos para mejorar las relaciones y conseguir apoyo político de los países latinoamericanos.
Durante la Segunda Guerra Mundial, el teniente Miguel Moreno Arreola eligió a Pancho Pistolas como la mascota del Escuadrón 201 de México que participó en la Batalla de Luzón.

## Televisión
- Panchito suele aparecer en las serie House of Mouse entre el público del club titular. Sus dos únicas apariciones relevantes en la serie fueron en los episodios "The Three Caballeros", donde es invitado a hacer un espectáculo junto al Pato Donald y José Carioca, y "Not So Goofy", donde canta la canción "Mi nombre es Panchito", en la cual se menciona que su nombre completo es Panchito Romero Miguel Junípero Francisco Quinteros González III (en España: Panchito Romero Miguel Olivero Francisco Quintero González).
- En 2015, los Tres Caballeros también hacen una aparición en el episodio de Mickey Mouse "¡Feliz Cumpleaños!" como artistas en el cumpleaños de Mickey.
- También apareció (junto a José Carioca) en un episodio de Mickey Mouse Mixed-Up Adventures.
- Panchito, junto al Pato Donald y José Carioca, protagonizaron la serie La leyenda de los tres caballeros, donde mencionan que el antepasado de Panchito, Gallus Maximus, era el inteligente del grupo original de los Tres Caballeros junto a los antepasados de Donald y José.[3]
- En Patoaventuras, él y Jose Carioca se reúnen con Donald cuando este viaja a México con Scrooge McDuck, sus sobrinos Huey, Dewey y Louie y Rosita Vanderquack, mostrándose como viejos amigos de Donald cuando iban a la universidad, donde formaron un grupo musical haciéndose llamar "Los tres caballeros".